# Liliana Gafencu
Liliana Gafencu (Bucareste, 12 de julho de 1975) é uma remadora romena, tricampeã olímpica.

## Carreira
Liliana Gafencu competidora no oito com feminino, ela conquistou a medalha de ouro com a equipe romena em 1996, 2000 e 2004.